# Favars
Favars – miejscowość i gmina we Francji, w regionie Nowa Akwitania, w departamencie Corrèze.
Według danych na rok 1990 gminę zamieszkiwały 902 osoby, a gęstość zaludnienia wynosiła 76 osób/km² (wśród 747 gmin Limousin Favars plasuje się na 144. miejscu pod względem liczby ludności, natomiast pod względem powierzchni na miejscu 516.).